# Siphloplecton interlineatum
Siphloplecton interlineatum är en dagsländeart som först beskrevs av Walsh 1863.  Siphloplecton interlineatum ingår i släktet Siphloplecton och familjen Metretopodidae. Inga underarter finns listade i Catalogue of Life.